# خانات باکو

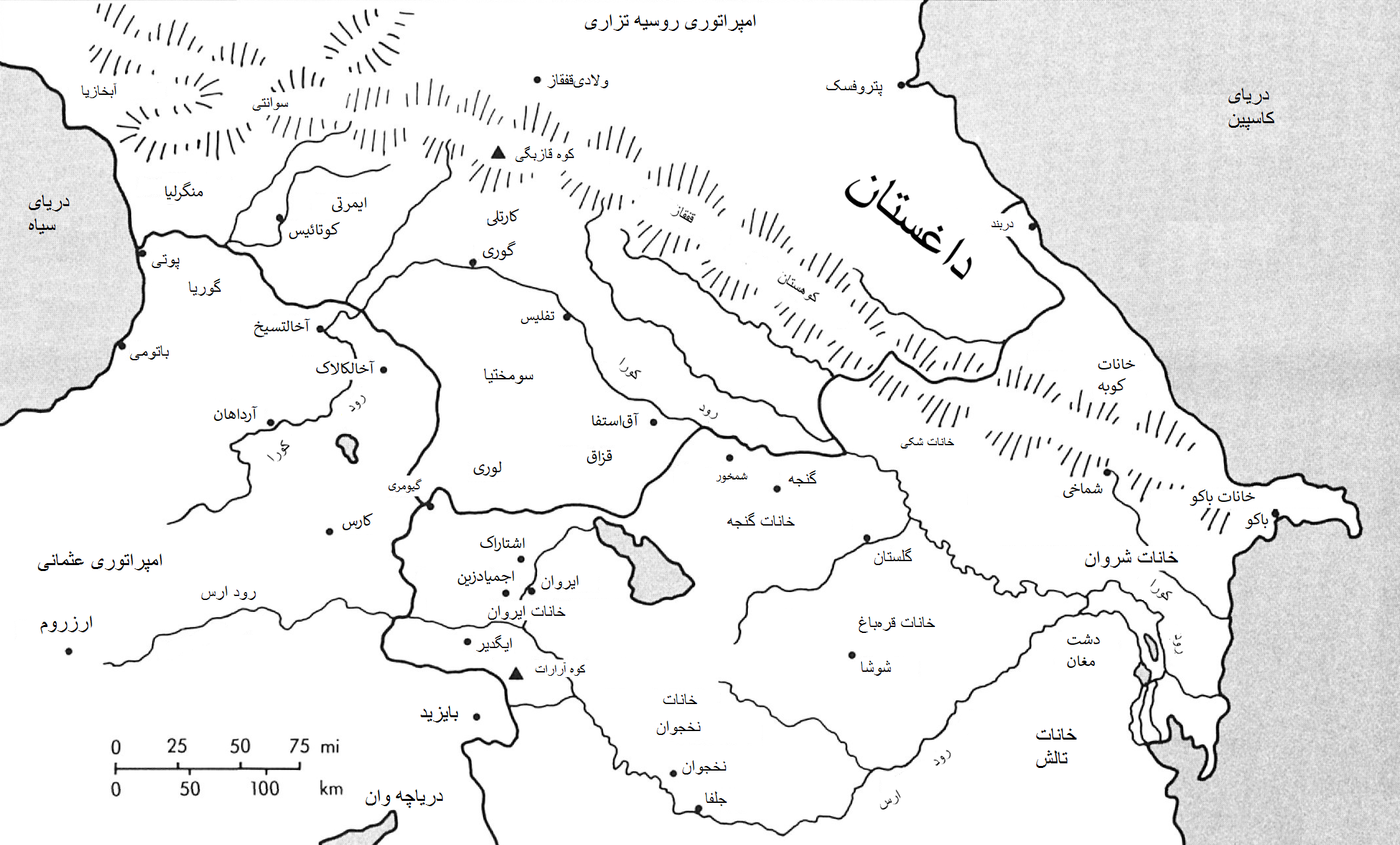
نقشه قفقاز در اوایل قرن نوزدهم میلادی

خانات باکو خان‌نشینی تابع دولت ایران در منطقه کنونی جمهوری آذربایجان بود که از دوران امپراتوری صفوی تا سال ۱۸۰۶ میلادی بر منطقه باکو و اطراف آن حکومت می‌کرد. خانات باکو تنها یکی از خانات به وجود آمده در دوران سلطه ایران بر منطقه بوده‌است. در دوران تسلط دولت ایران بر این مناطق، حاکم هر خانات را خان می‌گفتند که در اداره برخی امور دارای استقلال بود اما در کل تابع و خراجگزار شاه ایران بود.
این خانات توسط درگاه قلی خان از تبار ایل افشار که این مناطق به پدران قزلباشش اعطا شده بود، بنیان‌گذاری شد. این خانات در دوران پسر وی، میرزا محمد خان، نسبتاً مستقل بود اما بعدها وابسته به خانات قدرتمندتر قوبا شد. در دهه ۱۷۷۰، مبارزات داخلی و جدال‌ها در این خانات سرانجام باعث شد که حسین قلی خان بتواند حاکمیت بر این خانات را از برادر متمایل به روسیه خود، محمد قلی خان، بدست بگیرد.
روسیه درصدد بود که این مناطق را در دوران جنگ‌های ایران و روسیه (۱۸۰۴-۱۸۱۳) به اشغال خود درآورد. روس‌ها به فرماندهی پاول سیسیانوف به شهر باکو حمله کردند اما حسین قلی خان، حاکم این شهر توانست سیسیانوف را در فوریه ۱۸۰۶ به هلاکت رساند و سر وی به تهران و نزد فتحعلی شاه فرستاده شد. سرانجام در سپتامبر سال ۱۸۰۶، روس‌ها توانستند وارد شهر شوند. حسین قلی خان نیز توسط روس‌ها تبعید شد و در نهایت این منطقه در نتیجه شکست ایران در جنگ های ده ساله با روسیه، مورخ ۲۴ اکتبر ۱۸۱۳ میلادی طبق معاهده گلستان رسماً از ایران جدا شد و در امپراتوری روسیه ادغام گشت.
| نام خان        | دوران حاکمیت |
| -------------- | ------------ |
| درگاه قلی خان  | ۱۷۲؟ - ۱۷۲۸  |
| میرزا محمد خان | ۱۷۴۷ - ۱۷۶۸  |
| فتحعلی خان     | ۱۷۶۸ - ۱۷۷۰  |
| عبدالله بیگ    | ۱۷۷۰ - ۱۷۷۲  |
| مالک محمد خان  | ۱۷۷۲ - ۱۷۸۳  |
| میرزا محمد خان | ۱۷۸۴ - ۱۷۹۱  |
| محمد قلی خان   | ۱۷۹۱ - ۱۷۹۲  |
| حسین قلی خان   | ۱۷۹۲ - ۱۸۰۶  |